# Portunhos
Portunhos ist ein Ort und eine ehemalige Gemeinde (Freguesia) im portugiesischen Kreis Cantanhede. Die Gemeinde hatte 1188 Einwohner (Stand 30. Juni 2011).
Am 29. September 2013 wurden die Gemeinden Portunhos und Outil zur neuen Gemeinde União das Freguesias de Portunhos e Outil zusammengeschlossen. Portunhos ist Sitz dieser neu gebildeten Gemeinde.